# Dugonosa psina
Dugonosa psina (psina dugonosa, mako, psina iglozuba; lat. Isurus oxyrinchus), vrsta velikog morskog psa iz porodice psina, jedna od dvije vrste u rodu Isurus. Raširena je po svim oceanima.
Naraste maksimalno do 445 cm, a najteži izmjereni primjerak bio je težak 505,8 kg. S gornje strane je plavo-sivkast do modar, s donje strane bjelkaste boje. Uz atlantsku i veliku bijelu psinu, jedna je od tri, za čovjeka opasne vrste, koja se može naći u Jadranu.